# Accidente ferroviario de Velilla de Ebro
El Accidente ferroviario de Velilla de Ebro  se produjo el día 3 de diciembre de 1940, en la localidad de Velilla de Ebro sobre las cinco menos veinticinco de la madrugada, cuando dos expresos del mismo servicio de la compañía MZA chocaron. Es el mayor accidente ferroviario ocurrido en Aragón.

## Causas del accidente
Las causas del accidente se debieron a que el Expreso procedente de Madrid con un retraso de una hora y cuarto y el de Barcelona que llevaba veinte minutos de retraso, hiciese que los dos expresos se tuviesen que cruzar en Velilla de Ebro, cuando normalmente se cruzaban en La Puebla de Híjar. El tren procedente de Madrid cruzó la estación de Velilla sin hacer caso de las señales del jefe de la estación, que lo intentó hacer frenar al ver que también llegaba el Expreso de Barcelona; el expreso de Madrid pasó de largo y aunque nada más atravesar el cambio de agujas de la estación intentó frenar y echar marcha atrás, no pudo hacerlo dada la proximidad del expreso de Barcelona, que al ir a gran velocidad tampoco pudo frenar. Muchos de los muertos murieron por congelación ya que la temperatura de ese día fue de -10 °C.

## Auxilio del accidente
Nada más ocurrir el accidente el jefe de la estación de Velilla mando un telegrama a Zaragoza avisando del accidente para que mandaran trenes de socorro. Aunque las primeras ayudas fueron de los propios trabajadores de la estación, y dos médicos que viajaban en los convoyes, se vieron lastrados en esta tarea dado que no tenían el material adecuado. Un barquero del río Ebro —próximo a la estación— que escuchó el estruendo del accidente, al ver lo ocurrido cruzó el río para avisar a las autoridades municipales de Velilla de Ebro de que se mandara auxilio; esta acción hizo que la gente de los pueblos colindantes ayudaran, e incluso las mujeres de Velilla llevaron sobre las siete de la mañana leche y café para los heridos.
Los muertos y heridos fueron trasladados a Zaragoza en Trenes médicos y autobuses; los trenes de socorro partieron desde Zaragoza, Caspe y Mora la Nueva.